# Campeonato Europeu de Natação em Piscina Curta de 2017
O Campeonato Europeu de Natação em Piscina Curta de 2017 foi a 19ª edição do evento organizado pela Liga Europeia de Natação (LEN). A competição foi realizada entre os dias 13 e 17 de dezembro de 2017 na Royal Arena, em Copenhaga na Dinamarca. Contou com a presença de 550 atletas de 47 nacionalidades, com destaque para a Rússia com 18 medalhas no total, nove delas medalhas de ouro. 

## Medalhistas
Esses foram os resultados da competição. 

### Masculino
| Evento          | Ouro | Ouro         | Prata | Prata     | Bronze | Bronze   |
| 50 m Livre      | Vladimir Morozov · Rússia | 20.31 ,      | Ben Proud · Reino Unido | 20.66     | Luca Dotto · Itália | 20.78    |
| 100 m Livre     | Luca Dotto · Itália | 46.11        | Pieter Timmers · Bélgica | 46.54     | Duncan Scott · Reino Unido | 46.64    |
| 200 m Livre     | Danas Rapšys · Lituânia | :40.85       | Aleksandr Krasnykh · Rússia | 1:42.22   | Duncan Scott · Reino Unido | 1:43.07  |
| 400 m Livre     | Aleksandr Krasnykh · Rússia | 3:35.51      | Péter Bernek · Hungria | 3:35.96   | Henrik Christiansen · Noruega | 3:38.63  |
| 1500 m Livre    | Mykhailo Romanchuk · Ucrânia | 14:14.59     | Gregorio Paltrinieri · Itália | 14:22.93  | Henrik Christiansen · Noruega | 14:25.66 |
| 50 m Costas     | Simone Sabbioni · Itália | 23.05        | Kliment Kolesnikov · Rússia | 23.07 WJR | Jérémy Stravius · França | 23.12    |
| 100 m Costas    | Kliment Kolesnikov · Rússia | 48.99 WJR    | Simone Sabbioni · Itália | 49.68     | Robert Glință · Roménia | 49.99    |
| 200 m Costas    | Kliment Kolesnikov · Rússia | 1:48.02 WJR, | Radosław Kawęcki · Polónia | 1:48.46   | Danas Rapšys · Lituânia | 1:49.06  |
| 50 m Peito      | Fabio Scozzoli · Itália | 25.62 ,      | Kirill Prigoda · Rússia | 25.68     | Adam Peaty · Reino Unido | 25.70    |
| 100 m Peito     | Adam Peaty · Reino Unido | 55.94 ,      | Fabio Scozzoli · Itália | 56.15     | Kirill Prigoda · Rússia | 56.28    |
| 200 m Peito     | Kirill Prigoda · Rússia | 2:01.11      | Marco Koch · Alemanha | 2:01.52   | Mikhail Dorinov · Rússia | 2:01.85  |
| 50 m Borboleta  | Aleksandr Popkov · Rússia | 22.42        | Andriy Hovorov · Ucrânia | 22.43     | Ben Proud · Reino UnidoSebastian Sabo · Sérvia                                                                                   | 22.44    |
| 100 m Borboleta | Matteo Rivolta · Itália | 49.93        | Piero Codia · Itália | 49.96     | Marius Kusch · Alemanha | 50.01    |
| 200 m Borboleta | Aleksandr Kharlanov · Rússia | 1:50.54      | Andreas Vazaios · Grécia | 1:51.29   | Tamás Kenderesi · Hungria | 1:52.25  |
| 100 m Medley    | Marco Orsi · Itália | 51.76        | Sergey Fesikov · Rússia | 51.94     | Kyle Stolk · Países Baixos | 51.99    |
| 200 m Medley    | Philip Heintz · Alemanha | 1:52.41      | Andreas Vazaios · Grécia | 1:53.27   | Tomoe Zenimoto Hvas · Noruega | 1:54.16  |
| 400 m Medley    | Péter Bernek · Hungria | 3:59.47      | Philip Heintz · Alemanha | 4:03.16   | Gergely Gyurta · Hungria | 4:03.36  |
| 4x50 m Livre    | Rússia · Kliment Kolesnikov (21.24 WJR) · Vladimir Morozov (20.59) · Sergey Fesikov (20.49) · Mikhail Vekovishchev (20.91) · Sergey Fesikov [a] · Aleksandr Popkov [a] · Ivan Kuzmenko [a]        | 1:23.23      | Itália · Luca Dotto (20.92) · Lorenzo Zazzeri (20.83) · Alessandro Miressi (21.17) · Marco Orsi (20.75) · Andrea Vergani [a]                                                  | 1:23.67   | Polónia · Paweł Juraszek (21.20) · Filip Wypych (21.13) · Jakub Książek (21.33) · Konrad Czerniak (20.78) · Kacper Stokowski [a] | 1:24.44  |
| 4x50 m Medley   | Rússia · Kliment Kolesnikov (22.83 WJR) · Kirill Prigoda (25.26) · Aleksandr Popkov (22.11) · Vladimir Morozov (20.24) · Nikita Ulyanov [a] · Aleksandr Sadovnikov [a] · Mikhail Vekovishchev [a] | 1:30.44      | Itália · Simone Sabbioni (23.14) · Fabio Scozzoli (25.45) · Piero Codia (22.72) · Luca Dotto (20.60) · Niccolò Bonacchi [a] · Nicolò Martinenghi [a] · Alessandro Miressi [a] | 1:31.91   | Bielorrússia · Pavel Sankovich (23.16) · Ilya Shymanovich (25.48) · Yauhen Tsurkin (22.23) · Anton Latkin (21.19)                | 1:32.06  |

a  Nadadores que participaram apenas das baterias e receberam medalhas.

### Feminino
| Evento          | Ouro | Ouro    | Prata | Prata   | Bronze | Bronze  |
| 50 m Livre      | Sarah Sjöström · Suécia | 23.30   | Ranomi Kromowidjojo · Países Baixos | 23.31   | Pernille Blume · Dinamarca | 23.49 = |
| 100 m Livre     | Ranomi Kromowidjojo · Países Baixos | 50.95   | Sarah Sjöström · Suécia | 51.03   | Pernille Blume · Dinamarca | 51.63   |
| 200 m Livre     | Charlotte Bonnet · França | 1:52.19 | Femke Heemskerk · Países Baixos | 1:53.41 | Veronika Andrusenko · Rússia | 1:53.75 |
| 400 m Livre     | Boglárka Kapás · Hungria | 3:58.15 | Sarah Köhler · Alemanha | 3:59.12 | Julia Hassler · Liechtenstein | 4:02.43 |
| 800 m Livre     | Sarah Köhler · Alemanha | 8:10.65 | Boglárka Kapás · Hungria | 8:11.13 | Simona Quadarella · Itália | 8:16.53 |
| 50 m Costas     | Katinka Hosszú · Hungria | 25.95   | Alicja Tchórz · Polónia | 26.09   | Maaike de Waard · Países Baixos | 26.40   |
| 100 m Costas    | Katinka Hosszú · Hungria | 55.66   | Kira Toussaint · Países Baixos | 56.21   | Maria Kameneva · Rússia | 57.01   |
| 200 m Costas    | Katinka Hosszú · Hungria | 2:01.59 | Daryna Zevina · Ucrânia | 2:02.27 | Margherita Panziera · Itália | 2:02.43 |
| 50 m Peito      | Rūta Meilutytė · Lituânia | 29.36   | Jenna Laukkanen · Finlândia | 29.54   | Sophie Hansson · Suécia | 29.77   |
| 100 m Peito     | Rūta Meilutytė · Lituânia | 1:03.79 | Jenna Laukkanen · Finlândia | 1:04.25 | Jessica Vall · Espanha | 1:04.80 |
| 200 m Peito     | Jessica Vall · Espanha | 2:18.41 | Rikke Møller Pedersen · Dinamarca | 2:19.53 | Fanny Lecluyse · Bélgica | 2:19.86 |
| 50 m Borboleta  | Ranomi Kromowidjojo · Países Baixos | 24.78   | Emilie Beckmann · Dinamarca | 25.16   | Maaike de Waard · Países Baixos | 25.46   |
| 100 m Borboleta | Sarah Sjöström · Suécia | 55.00   | Marie Wattel · França | 55.97   | Emilie Beckmann · Dinamarca | 56.22   |
| 200 m Borboleta | Franziska Hentke · Alemanha | 2:03.92 | Ilaria Bianchi · Itália | 2:04.22 | Lara Grangeon · França | 2:04.31 |
| 100 m Medley    | Katinka Hosszú · Hungria | 56.97   | Sarah Sjöström · Suécia | 57.92   | Susann Bjørnsen · Noruega | 59.26   |
| 200 m Medley    | Katinka Hosszú · Hungria | 2:04.43 | Evelyn Verrasztó · Hungria | 2:08.09 | Ilaria Cusinato · Itália | 2:08.19 |
| 400 m Medley    | Katinka Hosszú · Hungria | 4:24.78 | Lara Grangeon · França | 4:28.77 | Fantine Lesaffre · França | 4:30.68 |
| 4x50 m Livre    | Países Baixos · Ranomi Kromowidjojo (23.42) · Femke Heemskerk (23.19) · Tamara van Vliet (23.65) · Valerie van Roon (23.65) · Kim Busch [b] · Kira Toussaint [b] | 1:33.91 | Suécia · Michelle Coleman (24.42) · Sarah Sjöström (22.94) · Louise Hansson (24.21) · Nathalie Lindborg (24.35) · Magdalena Kuras [b]                              | 1:35.92 | Dinamarca · Emilie Beckmann (24.61) · Mie Nielsen (24.10) · Julie Kepp Jensen (23.89) · Pernille Blume (23.42) · Emily Gantriis [b] | 1:36.02 |
| 4x50 m Medley   | Suécia · Hanna Rosvall (26.96) · Sophie Hansson (29.30) · Sarah Sjöström (24.27) · Michelle Coleman (23.90) · Sara Junevik [b]                                   | 1:44.43 | Dinamarca · Julie Kepp Jensen (26.97) · Rikke Møller Pedersen (30.00) · Emilie Beckmann (24.82) · Pernille Blume (23.21) · Caroline Erichsen [b] · Mie Nielsen [b] | 1:45.00 | França · Mathilde Cini (26.72) · Charlotte Bonnet (30.01) · Mélanie Henique (24.80) · Marie Wattel (23.82) · Fanny Deberghes [b]    | 1:45.35 |

b  Nadadores que participaram apenas das baterias e receberam medalhas

### Misto
| Evento        | Ouro | Ouro      | Prata | Prata   | Bronze | Bronze  |
| 4x50 m Livre  | Países Baixos · Nyls Korstanje (21.42) · Kyle Stolk (20.66) · Ranomi Kromowidjojo (23.01) · Femke Heemskerk (23.30) · Jesse Puts [c] · Tamara van Vliet [c] · Valerie van Roon [c] | 1:28.39   | Rússia · Vladimir Morozov (20.55) · Sergey Fesikov (20.67) · Maria Kameneva (23.82) · Rozaliya Nasretdinova (23.49) · Kliment Kolesnikov [c] · Mikhail Vekovishchev [c] | 1:28.53 | Itália · Luca Dotto (20.87) · Marco Orsi (20.74) · Federica Pellegrini (24.12) · Erika Ferraioli (23.65) · Lorenzo Zazzeri [c] · Andrea Vergani [c] | 1:29.38 |
| 4x50 m Medley | Países Baixos · Kira Toussaint (26.13) · Arno Kamminga (26.03) · Joeri Verlinden (22.46) · Ranomi Kromowidjojo (23.09) · Timon Evenhuis [c] · Tamara van Vliet [c]                 | 1:37.71 , | Bielorrússia · Pavel Sankovich (22.89) · Ilya Shymanovich (25.32) · Anastasiya Shkurdai (25.28) · Yuliya Khitraya (24.25)                                               | 1:37.74 | França · Jérémy Stravius (22.94) · Theo Bussiere (26.25) · Mélanie Henique (25.39) · Charlotte Bonnet (23.17)                                       | 1:37.75 |

c  Nadadores que participaram apenas das baterias e receberam medalhas

## Quadro de medalhas
O quadro de medalhas foi publicado. 
| Ordem | País          | Medalha de ouro | Medalha de prata | Medalha de bronze | Total |
| ----- | ------------- | --------------- | ---------------- | ----------------- | ----- |
| 1     | Rússia        | 9               | 5                | 4                 | 18    |
| 2     | Hungria       | 8               | 3                | 2                 | 13    |
| 3     | Itália        | 5               | 7                | 5                 | 17    |
| 4     | Países Baixos | 5               | 3                | 3                 | 11    |
| 5     | Alemanha      | 3               | 3                | 1                 | 7     |
| 5     | Suécia        | 3               | 3                | 1                 | 7     |
| 7     | Lituânia      | 3               | 0                | 1                 | 4     |
| 8     | França        | 1               | 2                | 5                 | 8     |
| 9     | Ucrânia       | 1               | 2                | 0                 | 3     |
| 10    | Reino Unido   | 1               | 1                | 4                 | 6     |
| 11    | Espanha       | 1               | 0                | 1                 | 2     |
| 12    | Dinamarca     | 0               | 3                | 4                 | 7     |
| 13    | Polónia       | 0               | 2                | 1                 | 3     |
| 14    | Finlândia     | 0               | 2                | 0                 | 2     |
| 14    | Grécia        | 0               | 2                | 0                 | 2     |
| 16    | Bielorrússia  | 0               | 1                | 1                 | 2     |
| 16    | Bélgica       | 0               | 1                | 1                 | 2     |
| 18    | Noruega       | 0               | 0                | 4                 | 4     |
| 19    | Liechtenstein | 0               | 0                | 1                 | 1     |
| 19    | Roménia       | 0               | 0                | 1                 | 1     |
| 19    | Sérvia        | 0               | 0                | 1                 | 1     |
| Total | Total         | 40              | 40               | 41                | 121   |

Legenda
| Recorde mundial       | Recorde mundial (World record)               |                       | Recorde africano                      | Recorde africano (African) |                                           | Q | Classificado por posição (Qualified) |
| Recorde do campeonato | Recorde do campeonato (Championship record)  | Recorde da América    | Recorde da América (Americas)         | q                          | Classificado por melhor tempo (Qualified) |   |                                      |
| Melhor marca do ano   | Melhor marca do ano (World leading)          | Recorde asiático      | Recorde asiático (Asian)              | DNS                        | Não largou (Did not start)                |   |                                      |
| Recorde nacional      | Recorde nacional (National record)           | Recorde europeu       | Recorde europeu (European)            | DNF                        | Não terminou (Did not finish)             |   |                                      |
| Recorde pessoal       | Recorde pessoal do atleta (Personal best)    | Recorde da Oceania    | Recorde da Oceania (Oceania)          | DSQ / DQ                   | Desclassificado (Disqualified)            |   |                                      |
| Recorde da temporada  | Recorde da temporada do atleta (Season best) | Recorde sul-americano | Recorde sul-americano (South America) | NM                         | Sem marca (No mark)                       |   |                                      |